# Flûte (verre)

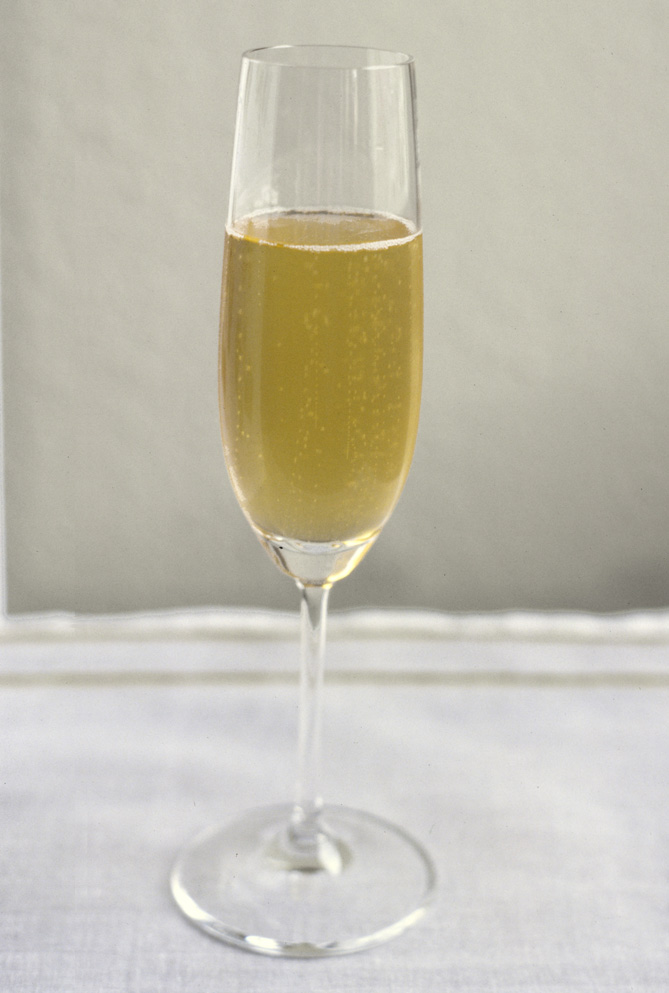
Une flûte à champagne remplie

La flûte ou flûte à champagne est un verre destiné au service du champagne, de la bière ou d'un cocktail.
La flûte est un long verre à pied fin dont le contenant est de faible diamètre. La surface de contact réduite avec l'air permet de limiter la perte de bulles. Le pied permet d'éviter que la main tenant la flûte ne réchauffe le champagne ou la bière. Lorsqu'elle est calibrée, sa contenance est de 12,5 cl.
La flûte est privilégiée à la coupe à champagne depuis les années 1930. Les amateurs considèrent que cette dernière correspondait mieux aux champagnes plus doux alors à la mode, tandis que la flûte est plus adaptée aux champagnes plus secs actuels. De plus la forme évasée de la coupe fait perdre très rapidement l'effervescence et les arômes du champagne. Cependant, une flûte trop étroite concentre le gaz carbonique et son effet trop piquant désagréable, une flûte trop longue (effet « hauteur du verre ») donne des bulles de CO2 plus grosses à la surface, ce qui a le même effet désagréable.

## Galerie

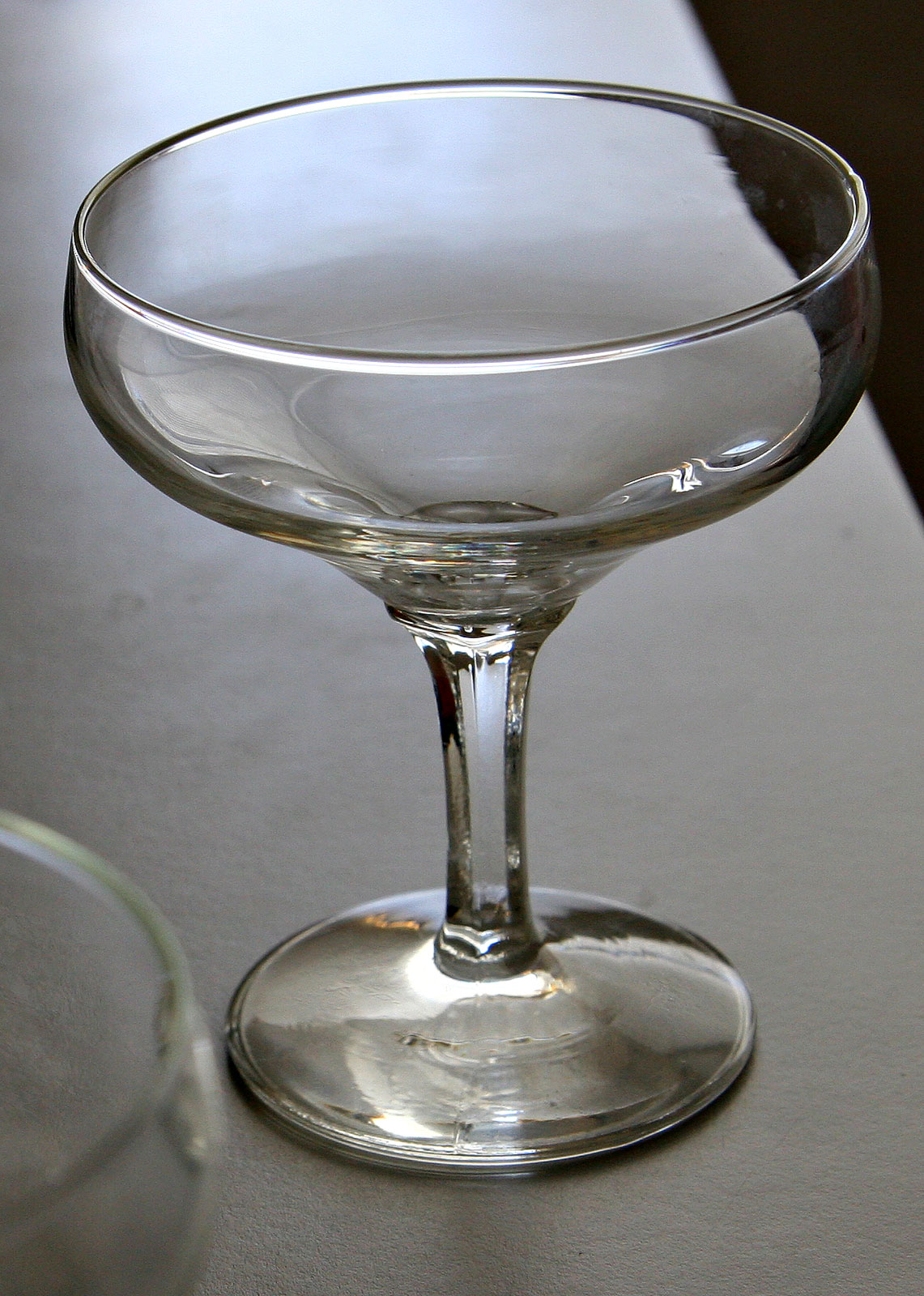
Coupe à champagne
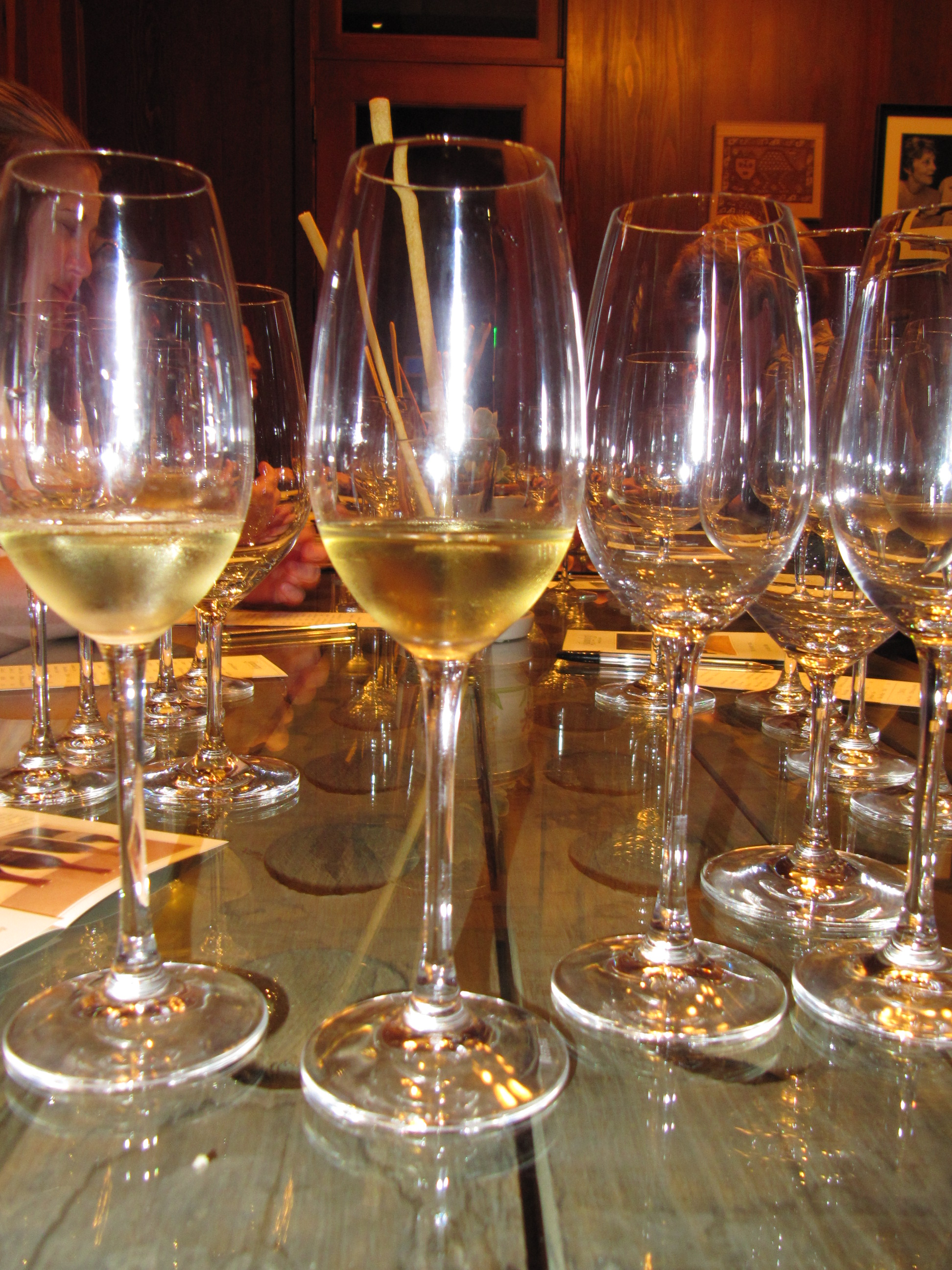
Verres à champagne